# ミュージック・マニア
ミュージックマニア（MUSIC MANIA）は、2000年4月3日から2005年9月29日まで広島エフエム放送で放送されていた音楽番組。放送時間は月〜木曜日17:00-20:00で、紙屋町シャレオ iスタジオからの公開生放送を行っていた。通称「マニア」。

## 概要・来歴
最新の音楽を届けるほかに、ライブチケット先行予約などの音楽情報が早い。広島出身アーティストとは何かと縁のある番組で、19、Gackt、CHEMISTRYが天気予報のコーナーを務めたこともあった。
- 2000年4月スタート。当時の放送時間は16:00-20:00の4時間番組だった。
- 2001年4月11日より紙屋町地下街シャレオiスタジオからの公開生放送となる。この日はシャレオがオープンした日だった。
- 2002年4月より放送時間が16:00-18:55へ短縮。
- 2003年10月、番組を大幅にリニューアル。広島の音楽によりこだわることをコンセプトにした。これまでヘッドラインニュースはDJが読んでいたが、10月からはHFMのスタジオから、HFMのニュース担当者が読んでいる。スポーツニュースは一時期までは継続してDJが読んでいたが、後にヘッドラインニュースと同じようになった（木村のニュース読みが棒読みだった説もあり）。
- 2004年4月、番組改編で放送時間が17:00-20:00となり、2年ぶりに19時台の枠に復活。
- 2004年12月30日の放送をもって浜平恭子が卒業。エンディングでもらった花束は河村隆一から贈られてきたものらしく、感激していた。なお、2005年1月からは月〜木曜日すべて木村が担当した。浜平は韓国の特番を担当したり、2005年2月より「資生堂モアビューティー」を6月の番組終了まで担当した。
- トラフィックインフォメーション、ヘッドラインニュース、スポーツインフォメーションでは必ず、コーナー名の前に番組名がつく。また、トラフィックインフォメーションでは「HFM 広島FM・ミュージックマニアトラフィックインフォメーション」と言い回しがやや長い。
- 公開生放送のため、大物ゲストが登場した場合はiスタジオ前の中央広場は人で一杯になることがある。一方で登場するゲストや、シャレオ側の都合によって、HFMのスタジオからの放送となる場合もある（ポルノグラフィティ、松浦亜弥、BUMP OF CHICKEN、矢沢永吉がゲストの時は、シャレオからの放送ではなかった）。
- SETSTOCK'04の宣伝のために中国放送アナウンサーの青山高治がゲスト出演したことがある。木村ミチタは青山が担当している番組「壺」の構成を担当している。
- 2005年9月29日をもって放送終了。5年半の歴史にピリオードを打つ。後番組は「キムラミチタのVibe ON! MUSIC」（2007年4月より冨永晃道が担当）となるが、タイトル通り木村は続投し、引き続き紙屋町地下街シャレオiスタジオからの公開生放送を行った。
- 最終回には初代DJの清野茂樹が2年ぶりに登場した。この番組のタイトルを名づけたのは清野だった。清野の番組「GOOD MORNING」もこの日が最終回で、両番組含めワイド番組の登場はこの日が最後となった（2005年12月31日で清野が広島エフエム放送を退社したため）。

## DJの変遷
- 2003年10月1日〜2004年12月30日：木村ミチタ（月・火）浜平恭子（水・木）
- 2005年1月4日〜2005年9月29日：木村ミチタ（後番組のVibe ON! MUSICも担当）

代打DJ
- 浜平恭子：ドイツに行っている清野の代理として1日のみ担当した。
- 木村ミチタ（現：キムラミチタ）
  - 2003年3月10日に韓国に行っている清野の代理を担当。この年の10月から清野の後任として、正式に月・火（2005年1月からは月〜木）を担当することになる。
  - また2003年10月〜2004年12月30日まで、浜平が休暇中の時や台風で広島に来られなくなった際にも担当。
- 永松ケンシ：2004年8月下旬〜9月中旬まで木村の代理を担当。その間、台風が2度やってきたことがあり、HFMのスタジオからの放送を余儀なくされた。永松は自分の番組などでも「ピンチヒッター中に2度台風を呼んだ」とネタにする事もある。

- この番組ではパーソナリティのあだ名があり、自身で言うことも多かった。浜平がはまひー、木村がガリクソンAだった。木村はリスナーからの公募で決定したが、実際に使われた事は全くと言って良いくらい無かった。
- 木村は広島のフリーパーソナリティ。浜平はfm osakaを中心に活動しているフリーパーソナリティで、この番組のために毎回、大阪から出張していた。

## イベント
- 2004年10月には番組がプロデュースしたイベント「パーティーマニア」(ゲスト:SOFFet、Soul Head、スチャダラパー）が行われた。
- 2005年9月30日には第2弾となる「パーティーマニアII」が開催される。出演はJackson vibe、キャプテンストライダム、THE CRANE FLY。

## コーナー

### 番組終了時点まであったコーナー
- ウェルカムミュージックマニア
  - ゲストコーナー。色々なゲストが登場する。有名なアーティストも登場することが多く、スタジオの前には多くの人が見に来る。
- 音楽番付マニア場所（毎週月曜日のみ）
- クイズキムダス
- クイズイントロマンセブン
- ヒロシマライブインフォメーション（毎週木曜日のみ）
- Shareo Presents MUSIC NEXT
- 木村ミチタと堂珍嘉邦のカープ速報
- スターワーズ
- ススメ!パーティーマニア

### 過去のコーナー
- イントロジャパン
- CHEMISTRYのWill be fine
- Gacktのお洗濯指数
- 19 ケンジ・ケイゴの天気予報
- シャレオオシャレ隊が行く
- "イ"留守電サービス
- 黒ヤギメールボックス
- カバーのバカ
- 芸能フラッシュ
- K-POPカウントダウン
- ニューアルバムカミングスーン
- アンフィニ・ナビゲートミュージック
- 朗読のススメ
- MUSIC MANIA占いカウントダウン
- ロックンロール先生
- パーティマニアのススメ
- クイズミュージックマニアンピック
- カープインフォメーション

## タイムテーブル
- 17:00 オープニング
- 17:05 ミュージックマニア・トラフィックインフォメーション＜提供：カーセブン＞
- 17:10 ススメ!パーティーマニア！＜提供：ドコモ中国＞
- 17:25 ミュージックマニアスポーツ・インフォメーション＜提供：中国新聞社＞
- 17:30 ミュージックマニア・トラフィックインフォメーション
- 17:32 ミュージックマニア・ヘッドラインニュース
- 17:35 （木）ヒロシマ ライブ インフォメーション
- 17:45 クイズキムダス 問題発表
- 17:50 ENEOS ON THE WAY COMEDY 道草
- 18:00 クイズキムダス 正解発表
- 18:05 ミュージックマニア・トラフィックインフォメーション
- 18:10 ウェルカム・ミュージックマニア
- 18:30 ミュージックマニア・トラフィックインフォメーション
- 18:40 シャレオ presents MUSIC NEXT＜提供：シャレオ＞
- 18:55 ニュース＋天気予報＜提供：広電グループ＞
- 19:00 クイズイントロマンセブン
- 19:10 （月）音楽番付マニア場所

## リンク
- MUSIC MANIA 番組ホームページ